# Milewo (województwo warmińsko-mazurskie)
Milewo (niem. Millewen, od 1938 Millau) – wieś w Polsce położona w województwie warmińsko-mazurskim, w powiecie ełckim, w gminie Kalinowo.
W latach 1954–1971 wieś należała i była siedzibą władz gromady Milewo, po jej zniesieniu w gromadzie Kalinowo. W latach 1975–1998 miejscowość administracyjnie należała do województwa suwalskiego.
Zobacz też
Milewo